# Andorra und die Europäische Union
Das zwischen den EU-Mitgliedstaaten Frankreich und Spanien liegende Fürstentum Andorra ist kein Teil der Europäischen Union. Andorra ist mit der EU durch bilaterale völkerrechtliche Verträge verbunden.

## Beziehungen EU-Andorra
Die Beziehungen zwischen Andorra und der EU sind hauptsächlich in drei völkerrechtlichen Abkommen geregelt:
1. Grundlage der vertraglichen Beziehungen zwischen Andorra und der Europäischen Union ist das am 28. Juni 1990 unterzeichnete Handelsabkommen. Es sieht eine Zollunion für Industrieprodukte und besondere Regelungen für landwirtschaftliche Produkte vor. Danach wird Andorra beim Handel mit Industriegütern (manufactured goods) als EU-Mitglied, beim Handel mit Agrarprodukten als Nicht-EU-Mitglied behandelt. Das Abkommen ist am 1. Januar 1991 in Kraft getreten. Die Zollbestimmungen gelten seit dem 1. Juli 1991.
2. Das Übereinkommen zur Besteuerung von Ersparnissen (Zinsbesteuerungsabkommen) vom 15. November 2004 dient der steuerlichen Harmonisierung zwischen der EU und Andorra. Das Abkommen führte sowohl die Besteuerung von Zinserträgen von EU-Bürgern mit Konten in Andorra als auch die Rückführung eines Teils der daraus resultierenden Steuereinnahmen ein. Ein ähnliches Abkommen besteht zwischen EU und der Schweiz.
3. Als Gegenleistung für sein Entgegenkommen beim Abschluss des Zinsbesteuerungsabkommens forderte Andorra ein umfassenderes Kooperationsabkommen mit der EU. Dieses Abkommen wurde am 15. November 2004 unterzeichnet und ist seit 1. Juli 2005 in Kraft. Es bietet den Rahmen für eine umfassende Zusammenarbeit vor allem in den Bereichen Umwelt (vor allem Abfallentsorgung), Information, Kultur (unter anderem Erhalt des kulturellen Erbes), Gesundheit, Transportwesen, transeuropäischer Verkehr, Telekommunikation und Energie.

Gegenwärtig findet in Andorra eine Debatte statt, die mittelfristig zu einer Mitgliedschaft im Europäischen Wirtschaftsraum (EWR) führen könnte. Insbesondere der von Juni 2009 bis Mai 2011 amtierende andorranische Regierungschef, der Sozialdemokrat Jaume Bartumeu, sprach sich für eine weitere Annäherung Andorras an die EU aus.

## Euro
Andorra ist nicht Mitglied der Europäischen Wirtschafts- und Währungsunion. Allerdings ist der Euro seit 2002 die gesetzliche Währung Andorras und alleiniges Zahlungsmittel.
Bis zur Einführung des Euro in Frankreich und Spanien 2002 waren der französische Franc und die spanische Peseta faktische Zahlungsmittel. Danach wurden diese wie in Frankreich und Spanien durch den Euro ersetzt.
Andorra hatte – im Gegensatz zu San Marino, Monaco und der Vatikanstadt –  keine eigenen Euromünzen in Umlauf gebracht. Entsprechende Gespräche wurden ab 2004 zwischen Andorra und der Europäischen Union geführt, die zu einem Währungsabkommen führten, das Andorra seit dem 1. Juli 2013 erlaubt eigene Münzen zu prägen.

## Steuerpolitik
Aufgrund seiner Nichtzugehörigkeit zur Europäischen Union war Andorra als Steueroase bekannt. Es gab bis Ende 2014 weder Einkommensteuer noch Erbschaftsteuer. Unternehmenssteuern und eine Mehrwertsteuer wurden erst Ende 2005 eingeführt. Sie beträgt vier Prozent auf die meisten Waren und Dienstleistungen. Für EU-Bürger mit Konten in Andorra gelten allerdings die sich aus dem oben genannten Zinsbesteuerungsabkommen ergebenden Regeln.
Andorra hat sich 2008 verpflichtet, die OECD-Standards zur Transparenz und zum effektiven Informationsaustausch in Steuersachen zu übernehmen. Die OECD hat daraufhin beschlossen, Andorra von der „Schwarzen Liste“ der Steuerparadiese zu streichen. Ein entsprechendes Abkommen zur Lockerung des Bankgeheimnisses und zur Betrugsbekämpfung strebt Andorra mit der Europäischen Union an. Andorra will auch innerstaatlich eine Gesetzgebung verankern, die illegale Finanzgeschäfte verhindern und internationale Standards einhalten soll.

## Schengen
Andorra gehört nicht dem Schengener Abkommen an, zu den Nachbarstaaten Frankreich und Spanien bestehen intensive Zollkontrollen. Andorranische Aufenthaltstitel berechtigen nicht zum Transit durch die Schengenstaaten. Aufenthaltstitel der Schengen-Staaten berechtigen Nicht-EU-Bürger zum Besuch in Andorra; allerdings ist damit keine Aufnahme einer Erwerbstätigkeit in Andorra gestattet.

## Ausblick
Großes Interesse besteht auf andorranischer Seite, die Beziehungen zur EU fortzuentwickeln. Andorra diskutiert derzeit eine Mitgliedschaft im Europäischen Wirtschaftsraum (EWR), dem neben den EU-Mitgliedstaaten auch Liechtenstein, Island und Norwegen angehören. Voraussetzung für eine Aufnahme in den EWR wäre die vorherige Mitgliedschaft in der EFTA.
Ein EU-Beitrittsantrag steht zwar nicht auf der Tagesordnung, bleibt aber politische Option. Andorra müsste dafür die Beitrittsbedingungen, die sogenannten Kopenhagener Kriterien, vollständig erfüllen. Jedes EU-Mitglied muss insbesondere über ausreichende Verwaltungskapazität zur Übernahme des EU-Acquis verfügen. Die Frage der EU-Mitgliedschaft eines Landes von der Größe Andorras hat sich bislang noch nicht gestellt: Auch Malta, der bislang kleinste EU-Mitgliedstaat, hat mehr als die vierfache Einwohnerzahl Andorras.